# Плаво је најтоплија боја
Плаво је најтоплија боја (фр. La Vie d'Adèle – Chapitres 1 & 2) је француска драма из 2013. коју је режирао Абделатиф Кешиш, а у главним улогама су Леа Седу и Адел Егзархопулос. На филмском фестивалу у Кану 2013, филм је освојио Златну палму и награду FIPRESCI. То је први пут да су Златну палму освојили и редитељ неког филма и главни глумци. Такође, Леа Седу и Адел Егзархопулос су, уз редитељку Џејн Кемпион, једине жене које су добиле ову награду. Филм је снимљен по графичкој новели (стрипу) Жили Маро. Америчка премијера филма била је 2013. на филмском фестивалу Телјурајд. Добио је одличне критике и био је номинован за Златни глобус за најбољи страни филм, као и за награду БАФТА у категорији страног филма. Многи критичари су га прогласили најбољим филмом у 2013 .

## Радња
Адел је повучена ученица средње школе чије другарице стално трачаре о момцима. Док прелази улицу једног дана, она пролази поред жене са кратком плавом косом и бива моментално обузета. Почиње да излази са дечком из средње школе и после кратког времена они упражњавају секс, али је она крајње незадовољна и оставља га. Након живописних сексуалних фантазија о жени са плавом косом и флертујућег понашања једне њене другарице према њој, она постаје збуњена својом сексуалношћу. Један пријатељ схвата њену збуњеност и одводи је у геј бар. После неког времена Адел одлази, али ушета у лезбијски бар где осећа одређену дозу привлачности према другим девојкама. Жена плаве косе је такође ту и прилази Адели, говорећи осталима како је она њена рођака. Плавокоса се зове Ема и скоро је дипломирани студент уметности. Њих две постају пријатељице и почињу да проводе доста времена заједно. Ема чак помаже и Адели у школи, пошто се доста разуме у филозофију. Аделине пријатељице сумњају да је она лезбијка и малтретирају је у школи. Иако Адел то пориче пред њима, њен однос са Емом постаје све блискији. Како се њихова љубав развија оне такође посећују музеје и одлазе на заједничке пикнике у парк. Касније имају секс и започињу веома страствену везу. Емина уметничка породица је веома гостољубива за пар, док Аделини конзервативни родитељи мисле да је Ема само њен ментор за филозофију.
У годинама које следе, две жене живе једна са другом као љубавнице. Адел завршава школу и придружује се наставном кадру у локалној основној школи, док Ема наставља своју сликарску каријеру. Адел се осећа нелагодно међу Еминим интелектуалним пријатељима, иако Ема подстиче њен таленат за писање. Она се осећа много пријатније под својим окриљем и наизглед нема жељу да буде било шта друго осим особа која је била када су се први пут срели. Оне постепено почињу да схватају колико мало тога имају заједничко.
Емоционална сложеност се манифестује у вези и Адел, у импулсивном тренутку усамљености и конфузије, спава са мушким колегама. Ема то открива и избацује Адел из њиховог стана, остављајући је тако сломљеног срца и сада потпуно самом.
Време пролази и, иако Адел проналази задовољство у свом послу као васпитачица, неописива туга почиње да је савладава. Понове се среће са Емом у ресторану. Адел је и даље веома дубоко у љубави са Емом и упркос снажној привлачности, која још увек јасно постоји између њих, Ема је тренутно у озбиљној сарадњи са Лисом, трудницом са журке од пре неколико година, која сада има ћерку. Адел се осећа поражавајуће, али остаје присебна. Ема признаје да није сексуално испуњена, али да то прихвата као део нове фазе њеног живота. Она уверава Адел да је њихов однос био посебан и да ће остати у пријатељским односима, а затим одлази. Адел колапсира у очају.
Филм се завршава Емином новом уметничком изложбом на којој је и Адел. На изложби је и слика голе Адел, коју је Ема насликала у цвату њихове љубави. Ема угледа Адел, али њена пажња је првенствено на Лиси и на осталим гостима у галерији. Адел јој честита на успеху њене уметности и одлази после кратког разговора са младићем кога зна од раније. Он јури за њом, али креће у погрешном смеру, док Адел одлази у непознату будућност.

## Улоге
| Леа Седу          | Ема           |
| Адел Егзархопулос | Адел          |
| Салим Кешјуш      | Самир         |
| Орелијен Рекоан   | Аделин отац   |
| Катрин Сале       | Аделина мајка |
| Бенжамен Сиксу    | Антоан        |
| Мона Валраван     | Лиса          |
| Алма Жодоровски   | Беатрис       |
| Жереми Лаерт      | Томас         |
| Ан Лоаре          | Емина мајка   |
| Беноа Пило        | Емин очух     |

## Продукција

### Развој
Редитељ и сценариста Абделатиф Кешиш развио је премису за Плаво је најтоплија боја док је режирао свој други играни филм, Игре на срећу и љубав. Он се састао са наставницима који су имали висока мишљења о читању, писању и сликању и они су га инспирисали да разради сценарио која осликава лични живот и каријеру француске наставнице. Међутим, тај концепт је завршен неколико година касније, када је Кешиш наишао на стрип Жили Маро и схватио да може повезати причу о наставници са љубавном причом између две младе жене.

### Кастинг
Крајем 2011. кастинг је одржан у Паризу где је Кешиш тражио идеалну глумицу за улогу Адел. Директор кастинга Софи Бланвилан прва је уочила Адел Егзархопулос, а затим организовала њен састанак са Кешишом. Адел је описала како је њену аудицију са Кешишом, која је трајала два месеца, чинила импровизација сценарија, дискусија и такође седење у кафићу, без разговора, док ју је он тихо посматрао. Касније, дан пред Нову годину, када је одлучио да понуди главну улогу Адели, Кешиш рекао у једном интервјуу: „Изабрао сам Адел чим сам је видео.” „Одвео сам је на ручак у ресторан, она је наручила питу са лимуном и када сам видео начин на који ју је појела, помислио сам: „То је она!” Са друге стране Леа Седу је већ била одабрана за улогу Еме, у марту 2012, десет месеци пре почетка снимања филма. Кешиш је осетио да Леа „дели њен лик, лепоту, глас, интелигенцију и слободу” и да она има „нешто арапско у души”. Он је додао говорећи: „Оно што је било пресудно за време нашег састанка је то да је она веома подешена у свету око ње, она има реалну друштвену свест, она има прави ангажман са светом, веома сличан мојем.” Говорећи о припремама за њену улогу Леа је рекла: „Током тих десет месеци (пре снимања) већ сам се састајала са њим; проводили смо сате причајући о женама и животу. Такође сам узимала часове о сликарству и вајарству и читала доста о уметности и филозофији.”

### Снимање
Првобитно је планирано да снимање траје два и по месеца, међутим трајало је пет месеци, од марта до августа 2012. са буџетом од 4 милиона евра. Седамстопедесет сати материјала је снимљено, а снимано је у Лилу, као и у Руби и Ливину.

### Контроверзе
Након премијере на Канском фестивалу 2013, Француска аудиовизуелна и кинематографска унија критиковала је услове рада које је екипа филма претрпела. Према извештају, чланови филмске екипе, изјавили су да продукција одиграла у „тешкој” атмосфери са понашањем близу „моралног злостављања”, што је навело неке чланове екипе и раднике да напусте пројекат. Даље критике односиле су се на нерегуларне радне обрасце и на плате.
Техничари су оптужили редитеља Кешиша за малтретирање, неплаћени прековремени рад и кршење закона о раду. У септембру 2013, две главне глумице, Леа Седу и Адел Егзархопулос, су се такође жалиле на Кешишево понашање током снимања. Оне су описале искуство као "страшно" и рекле да више неће поново радити са њим.

## Пријем

### Благајна
Филм је у свету зарадио укупно 19,412,787 долара. Током свог отварања у Француској филм је дебитовао за викенд са укупно 2,3 милиона долара у 285 биоскопа, просечно 8.200 долара по биоскопу. Заузео је четврто место после првог викенда и виђен као нарочито добра пројекција, упркос томе што филм траје три сата. Филм је имао ограничено издање у САД, зарадио је око 101.116 долара прве недеље, са просеком од 25.279$ за четири биоскопа у Њујорку и Лос Анђелесу.

### Критике
Филм је добио одличне критике, са значајним износом похвала усмерених на наступ Адел Егзархопулос. Сајт Rotten Tomatoes даје филму резултат од 90% на основу 154 критике, са просечном оценом 8,1/10. Критични консензус овог сајта је: „Сиров, искрен, снажан, и сласно интензиван, филм Плаво је најтоплија боја нуди неке од највише елегантно састављених, емотивно апсорбујућих драма модерног биоскопа.” Metacritic оценио је филм са 88% на основу 41 критике, што указује на „универзално признање”.